# Argyrolepidia cedarensis
Argyrolepidia cedarensis är en fjärilsart som beskrevs av Embrik Strand 1912. Argyrolepidia cedarensis ingår i släktet Argyrolepidia och familjen nattflyn. Inga underarter finns listade i Catalogue of Life.